# Заря Свободы (Рязанская область)
Заря́ Свобо́ды — посёлок в Сараевском районе Рязанской области России, входит в состав Сысоевского сельского поселения.

## История
В 1918 году после закрытия Николо-Бавыкинского монастыря в его стенах была организована коммуна «Заря Свободы», от которой позже посёлок и получил своё название.

## Население
| 2010 |
| ---- |
| 9    |